# Ivan Šola
Ivan Šola (Spalato, 12 December 1961) è un ex bobbista e motociclista croato.
Ha partecipato a tre edizioni delle Olimpiadi invernali nel 2002, 2006 e 2010, dove fu anche portabandiera alle cerimonie di chiusura. Pluricampione nazionale di bob, ha partecipato ai campionati mondiali e a numerose tappe di Coppa Europa e Coppa del Mondo. Prima di passare al bob, è stato campione nazionale di motociclismo.

## Biografia
Fin dalla giovinezza si è interessato agli sport di velocità, divenendo un motociclista di successo, vincendo ripetutamente il campionato croato di motociclismo. In quel periodo girò alcuni spot pubblicitari al fianco di Miss Jugoslavia 1982, Ana Sasso per reclamizzare la nota bevanda croata Pipi.
Dopo un primo corso nel 1998, ha iniziato a impegnarsi attivamente nel bob nel 1999, ottenendo la licenza di pilota del bob a quattro. Dopo aver fondato la Nazionale di bob della Croazia, vendendo un terreno di proprietà dei genitori, iniziò a viaggiare per partecipare alle gare internazionali di bob, ottenendo a volte discreti risultati per un principiante cresciuto in una località marina. Grazie a una serie di prestazioni di successo, gli fu permesso di difendere l'onore del paese alle Olimpiadi invernali di Salt Lake City 2002, dove si classificò 26° con il bob a quattro.
Nelle stagioni successive, Šola rimase tra i primi trenta bobbisti della classifica generale della Coppa del Mondo di bob e partecipò ai Campionati del Mondo del 2005 a Calgary, in Canada, dove ottenne il 37° posto con il bob a due e il 24° posto con il bob a quattro (suo miglior risultato ai Campionati del Mondo). Avendo ottenuto un numero sufficiente di punti in classifica, riuscì così a qualificarsi per le Olimpiadi inverali di Torino 2006, dove si classificò al 23° posto della classifica del bob a quattro. In seguito, a causa dell'alta competizione, fu costretto a disputare gare minori e meno importanti, come la Coppa Europa di bob, dove ottenne discreti risultati , arrivando spesso tra i primi venti equipaggi. Ai Campionati del Mondo di bob del 2007 a St. Moritz, in Svizzera, arrivò al 25° piazzamento con il bob a quattro.
Ivan Šola ha disputato poi due stagioni di Coppa del Nord America di bob, fermandosi più volte a un passo dalle posizioni di vertice (su alcune piste ha conquistato il sesto, settimo e ottavo posto), senza mai riuscire però a conquistare un podio. Come leader della squadra di bob croata, partecipò alle Olimpiadi invernali di Vancouver 2010, dove chiuse tra i primi venti nella classifica a quattro. Nonostante l'età, dopo queste gare continuò la sua carriera di bobbista: ai Campionati del Mondo del 2011 a Königssee, in Germania, si classificò 31° con un equipaggio biposto e 35° con un bob a quattro; due anni dopo ai Campionati del Mondo 2013 di St. Moritz fece registrare il 35°posto. Nel 2014 terminò la carriera bobbistica attiva, essendo all'epoca fu il bobbista più anziano ancora in attività (52 anni).
Nel 2003 partecipò con la moto d'acqua a gare di Formula 2000.
Oltre alla sua carriera di atleta, Šola ha ricoperto diversi incarichi nelle organizzazioni sportive croate in diversi periodi. Nel 2007 è stato eletto membro del consiglio direttivo della Federazione Croata di Sport Motoristici e dal 2011 è presidente della Federazione Croata di Bob e Skeleton. Inoltre, è proprietario di un'officina di moto e di una scuola guida.